# Hoàng Tự
Hoàng Tự (chữ Hán: 黃自, Bính âm: Huáng Zì, sinh 23 tháng 3 năm 1904 - mất 9 tháng 5 năm 1938) là một nhạc sĩ Trung Quốc nổi tiếng. Ông còn được gọi với tên thân mật là Kim Ngô (chữ Hán: 今吾, Bính âm: Jīnwú).

## Tiểu sử
Hoàng Tự sinh ra tại tỉnh Xuyên Sa của thành phố Thượng Hải, Trung Quốc. Năm 1916, ông theo học tại trường Cao đẳng Thanh Hoa và bắt đầu tiếp xúc với âm nhạc phương Tây. Sau khi tốt nghiệp năm 1924, Hoàng Tự theo học ngành tâm lý học tại Cao đẳng Oberlin, Ohio, Hoa Kỳ và sau này chuyển sang Đại học Yale năm 1928, theo học các nguyên lý và lớp soạn nhạc phương Tây. Ông soạn khúc mở màn cho bản nhạc Trong ký ức tại đây, là một trong những công trình âm nhạc giao hưởng lớn do người Trung Quốc xây dựng. Năm 1929, ông trở lại Trung Quốc và dạy tại Đại học Thượng Hải, Trường Cao đẳng Âm nhạc Quốc gia và một số trường khác. Năm 1935, Hoàng Tự thành lập dàn nhạc Thượng Hải, dàn nhạc đầu tiên có toàn bộ nhạc công là người Trung Quốc, và đào tạo rất nhiều nhạc sĩ Trung Quốc nổi tiếng như Hạ Lục Đinh, Châu Anh, Giang Định Tiên, Lâm Thanh, Lâm Thanh Hấp và Lưu Tuyết Am.
Các sáng tác nổi tiếng của Hoàng Tự gồm Thiên Luân Ca (天倫歌), Đạp tuyết tầm mai (踏雪尋梅), Hoa phi hoa (花非花), Thải Liên Dao (採蓮謠) và Bổn Sự (本事). Ông cũng là người soạn ca khúc Quốc kỳ Ca của Trung Hoa Dân quốc. Hoàng Tự qua đời năm 1938 tại Thượng Hải vì bệnh thương hàn.